# Kolendo (Sachalin)
Kolendo (russisch Колендо) ist eine verlassene Siedlung auf der Insel Sachalin, die zu Russland gehört. Die Ortschaft liegt im Norden der Insel und ist Teil der Oblast Sachalin. Sachalin ist die größte Insel im Fernen Osten Russlands und liegt im Nordwesten des Pazifischen Ozeans.

## Geschichte
Die Geschichte von Kolendo reicht zurück bis ins 19. Jahrhundert, als die Insel Sachalin von verschiedenen Ländern beansprucht und besiedelt wurde. Zu dieser Zeit war die Insel ein wichtiger Ort für die Fischerei und den Pelzhandel. Im Jahr 1905 wurde die Insel Sachalin im Vertrag von Portsmouth zwischen Russland und Japan aufgeteilt, wobei Kolendo unter russischer Kontrolle blieb.
Infolge des Neftegorsk-Erdbebens im Jahr 1995 wurden die Bewohner in andere Siedlungen in der Region Sachalin umgesiedelt: Juschno-Sachalinsk, Ocha und Nogliki, das Dorf wurde jedoch nicht offiziell aufgelöst.

## Geographie
Kolendo liegt im äußersten Norden Sachalins am Ufer einer Bucht des Ochotskischen Meeres, die durch eine Landenge vom Pazifischen Ozean abgetrennt ist. Der Ort befindet sich einige Kilometer nördlich der Stadt Ocha, mit der er durch eine befestigte Piste verbunden ist.

## Bevölkerung
| 1979 | 1989 | 2002 | 2021 |
| ---- | ---- | ---- | ---- |
| 2022 | 1783 | 38   | 0    |

## Persönlichkeiten
- Serge Michel (* 1988), deutscher Boxer